# Pont-de-Ruan
Pont-de-Ruan är en kommun i departementet Indre-et-Loire i regionen Centre-Val de Loire i de centrala delarna av Frankrike. Kommunen ligger i kantonen Montbazon som tillhör arrondissementet Tours. År 2022 hade Pont-de-Ruan 1 214 invånare.

## Befolkningsutveckling
Antalet invånare i kommunen Pont-de-Ruan
Referens:INSEE